# باکائوولف

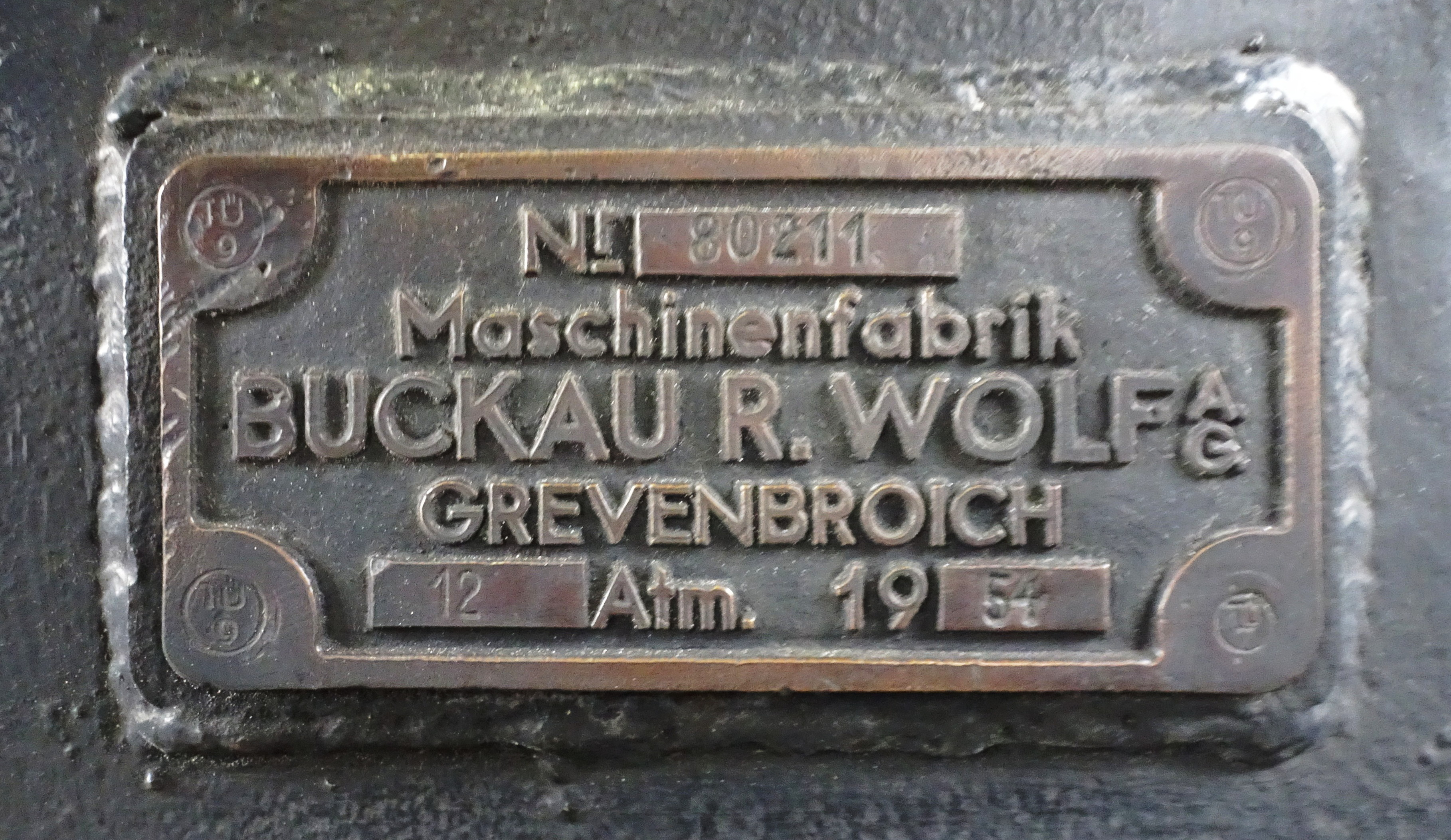

شرکت کشتی بخار ماگدبورگ در سال ۱۸۳۸م. به شرکت سهام عام ماشین‌سازی باکائو تغییر نام داد. سپس در سال ۱۹۲۸م. با ادغام سه شرکت ماشین‌سازی باکائو، آر وولف، و ماشین‌سازی گریون بو، شرکت سهامی عام (Maschinenfabrik Buckau R. Wolf AG) ماشین‌سازی باکائو آر وولف، شکل گرفت که به اختصار (Buckau-R Wolf AG) خوانده می‌شود. در سال ۱۹۳۲م. این کارخانه دفتر مرکزی آسیای خود را در تهران تأسیس کرد.

## فعالیت‌های کارخانه در ایران[۲]
- تهیه ماشین‌آلات چغندر خردکنی، پختن شیره و تصفیۀ قند کارخانه قندسازی کهریزک در سال 1274ش.
- قرارداد راه‌اندازی مجدد کارخانه قندسازی کهریزک در سال ۱۳۰۸ش.
- قرارداد توسعه کارخانه قندسازی مرودشت در سال ۱۳۳۴ش.
- احداث کارخانه قند فسا
- احداث کارخانه قند کرمان
- احداث کارخانه قند چناران
- مشارکت در سهام کارخانه قند شیروان
- تأمین ماشین‌آلات کارخانه قند و تصفیه شکر اهواز